# Quartier maritime
Pour l’article homonyme, voir Quartier maritime (Bruxelles).

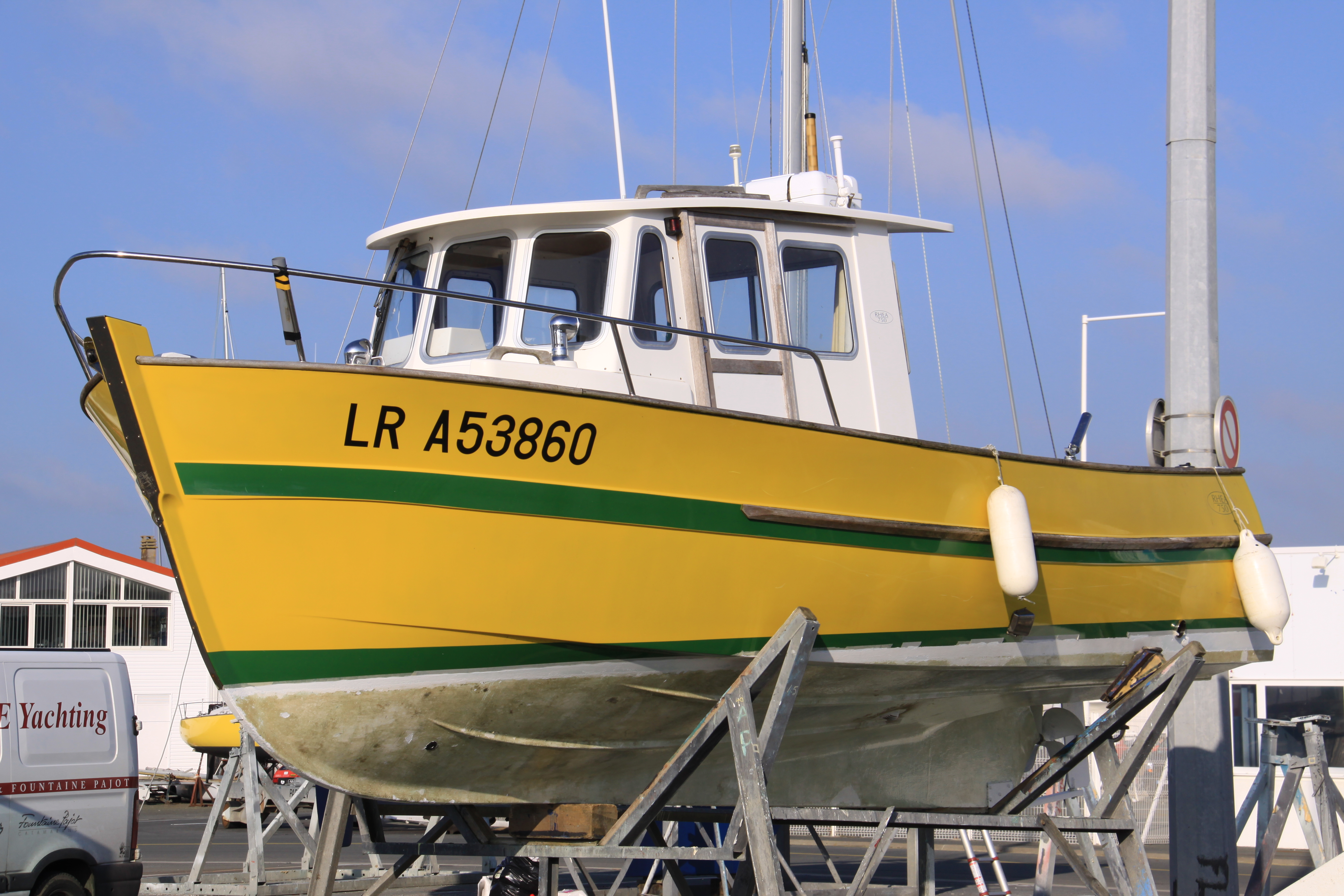
Les lettres initiales LR (signifiant autrefois « quartier maritime de La Rochelle », aujourd'hui « quartier d'immatriculation de La Rochelle ») sont bien visibles sur ce Rhéa, bateau de plaisance d'origine rochelaise.

En France, le nom de quartier maritime était donné jusqu'au 31 décembre 2009 aux services déconcentrés de l'État placés sous l'autorité du ministre chargé de la mer.
Les quartiers maritimes n'existent plus. Une nouvelle organisation des services chargés de la mer et du littoral est mise en place le 1er janvier 2010. On parle désormais de DIRM (directions interrégionales de la mer), de DRAM (directions régionales des Affaires maritimes), de DDTM (directions départementales des territoires et de la mer), de DML (délégations à la mer et au littoral) et de PAM (pôles des Affaires maritimes).

## Quartier d'immatriculation
Un des rôles des quartiers maritimes était l'immatriculation des navires. La règle voulait que deux navires armés dans un même genre de navigation ne puissent porter le même nom dans le même quartier maritime — alors que le pouvaient, par exemple, un navire de commerce et un navire de plaisance ou de pêche. Aujourd'hui, si elle a restructuré ses services, l'administration n'a pas pour autant modifié les zones de numérotation. Mais elle parle à présent de quartiers d'immatriculation, lesquels gardent le tracé des anciens quartiers maritimes : par exemple, le secteur couvert par le PAM du Guilvinec est celui de trois anciens quartiers maritimes, ceux de Douarnenez, d'Audierne et du Guilvinec, mais les numéros d'immatriculation des bateaux de ce PAM gardent leurs initiales respectives (DZ, AD ou GV).

## Port d'attache

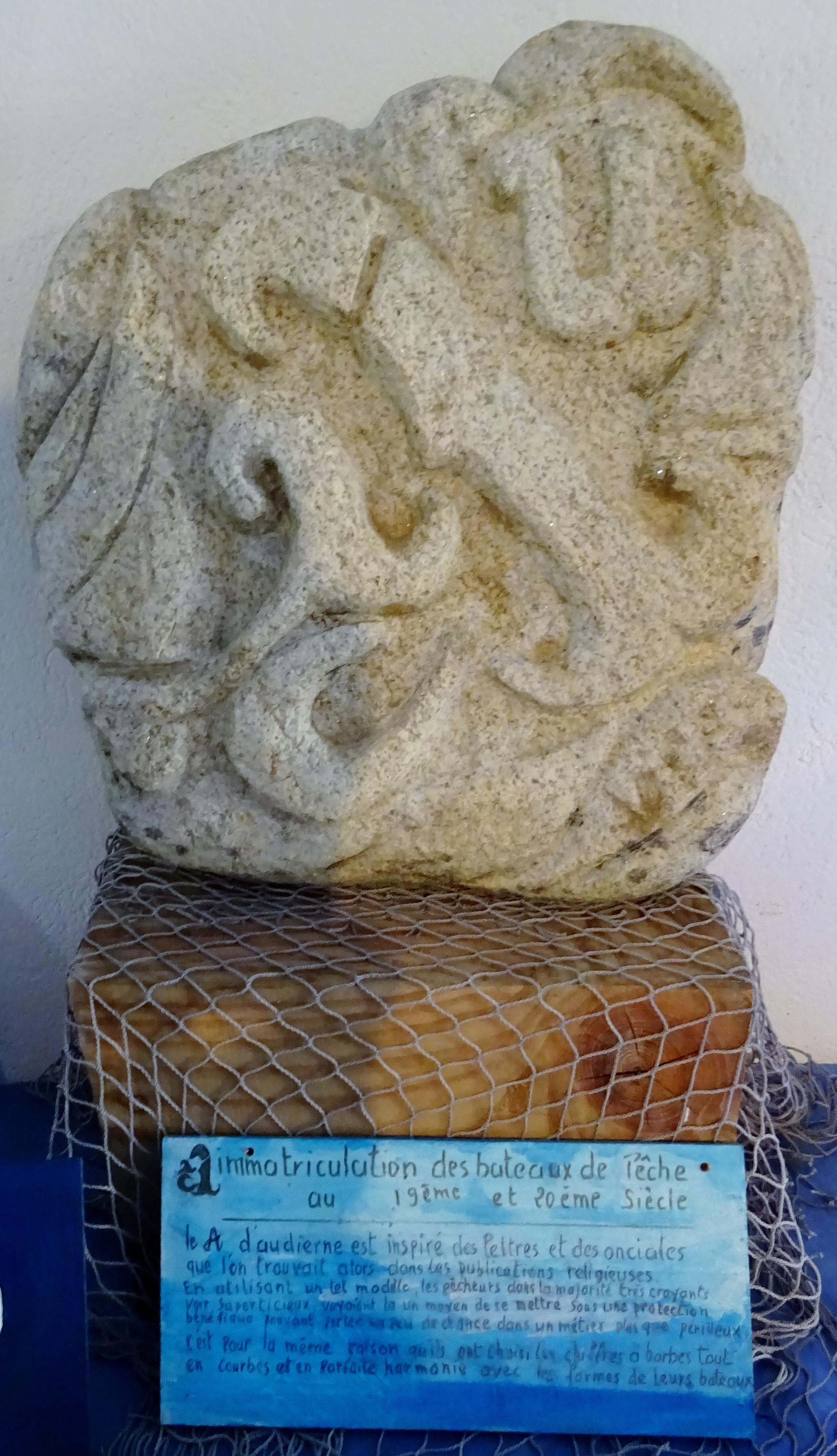
Lettre "A" du début d'immatriculation des bateaux de pêche du quartier maritime d'Audierne au XIXe et début XXe siècle (exposition chapelle Sainte-Évette d'Esquibien).

Les ports d'attache correspondaient historiquement à la zone d'armement habituel du navire et par conséquent au lieu de son immatriculation. De nos jours, avec l'avènement des pavillons de complaisance, le port d'attache ne correspond pour beaucoup qu'à son lieu d'immatriculation. Quelques navires n'ont même jamais touché leur port d'attache.
Le port d'attache est aujourd'hui le lieu habituel d'amarrage du navire, là où il est basé, d'où il exerce son activité, là où il a éventuellement une place au port réservée à l'année. De ce fait le port d'attache peut être différent de son quartier d'immatriculation. Cependant l'expression reste encore souvent utilisée dans son sens historique, pour désigner le port relié au quartier d'immatriculation du navire, ce qui peut engendrer des confusions et contraint alors à vérifier ou préciser.
L'expression « port d'attache », bien que propre à la marine marchande, est parfois utilisée à tort pour les bâtiments de guerre. Dans la marine de guerre, on parle d'un port de guerre ou de port militaire (autrefois, on disait souvent arsenal). Aujourd'hui, c'est le terme de base navale qui est en vigueur.